# Émile Signol
Pour les articles homonymes, voir Signol.
Émile Signol est un peintre français né à Paris le 11 mars 1804 et mort à Montmorency (Val-d'Oise) le 4 octobre 1892.
Deuxième prix de Rome en peinture de 1829, peintre d'histoire et de tableaux religieux, il est élu membre de l'Académie des beaux-arts en 1860.

## Collections publiques
- Le Christ et la femme adultère, 1840, musée du Louvre[1] à Paris.
- La religion au secours des affligés, elle calme leur douleur et leur apporte la résignation, 1836, église Saint-Étienne de Lubersac (Corrèze).
- Peintures murales des transepts nord et sud de l'église Saint-Sulpice à Paris : L'Arrestation du Christ (1879), La Crucifixion (1872), La Résurrection et L'Ascension (1876).
- Peintures murales de la chapelle saint-Joseph : Rachel pleurant ses enfants, La Fuite en Égypte, Anges adorateurs, Le Mariage de la Vierge, 1845-49, église Saint-Séverin à Paris[2].
- Décoration de la chapelle des catéchismes et des transepts nord et sud (La Vierge sur le chemin du Calvaire, La Crucifixion, La Mise au tombeau, La Résurrection du Christ, allégories de la Force, la Prudence, la Tempérance et la Justice), 1856, église Saint-Eustache à Paris.
- Portrait de Berlioz, 1832. La règle de la villa Médicis voulait que chaque lauréat du prix de Rome (Berlioz le remporta en 1830 et arriva à Rome en 1831) se voie portraituré à la villa.
- La Folie de la fiancée de Lammermoor, 1850, musée des Beaux-Arts de Tours.
- Réveil du juste, réveil du méchant, 1835, musée des Beaux-Arts d'Angers.

Œuvres d'Émile Signol
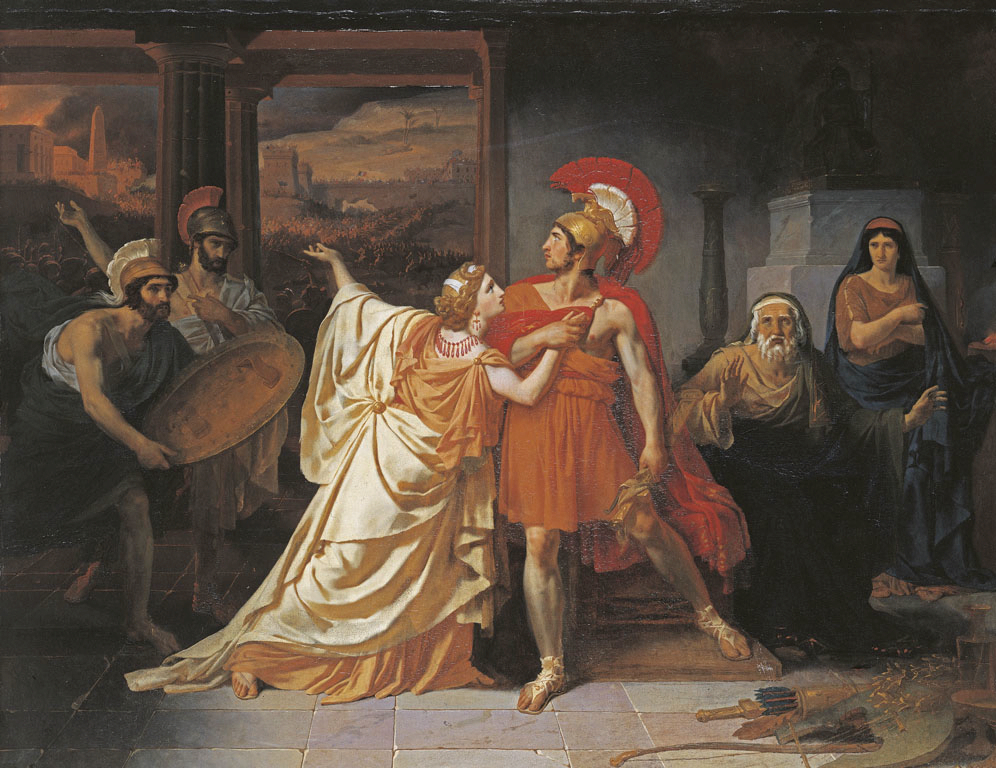
Méléagre reprenant les armes à la sollicitation de son épouse (1830), Paris, École nationale supérieure des beaux-arts.
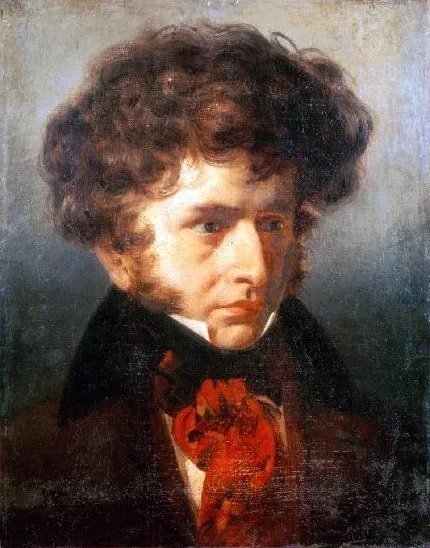
Hector Berlioz (1832), Rome, villa Médicis.
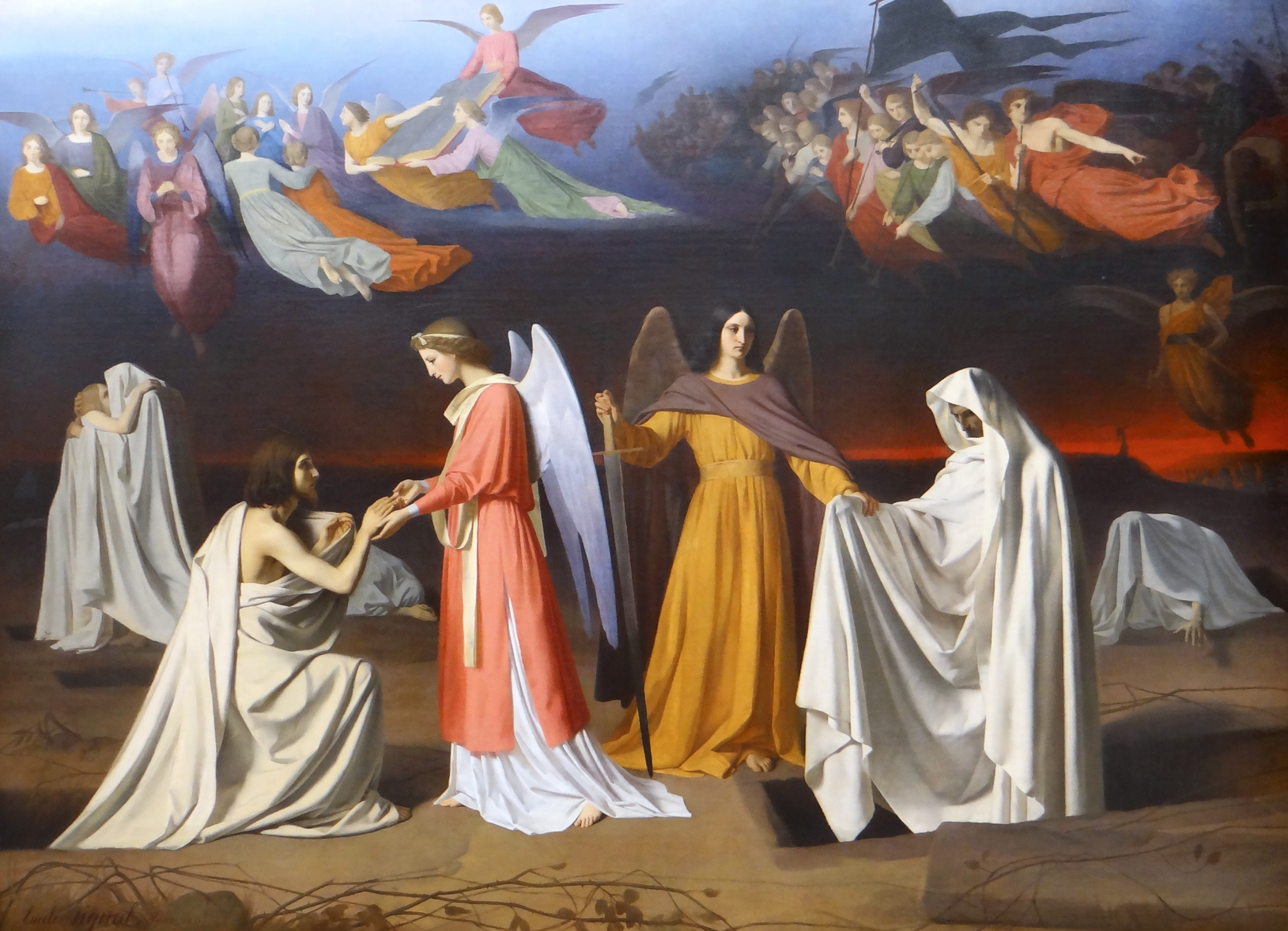
Réveil du juste, réveil du méchant (1835), musée des Beaux-Arts d'Angers.
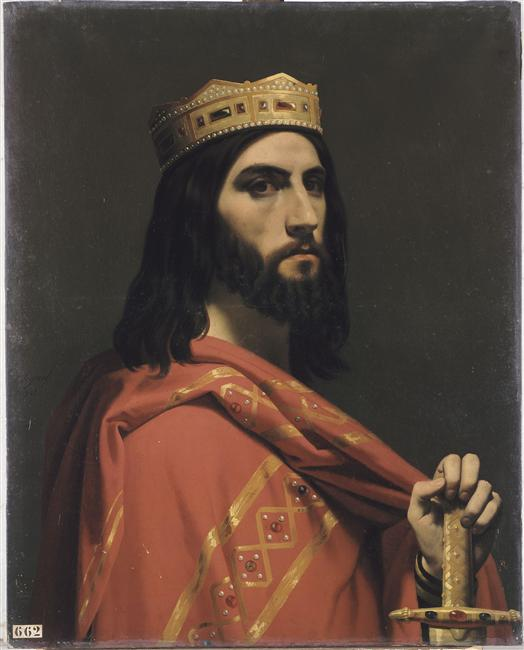
Dagobert Ier (1842), musée national des châteaux de Versailles et de Trianon.
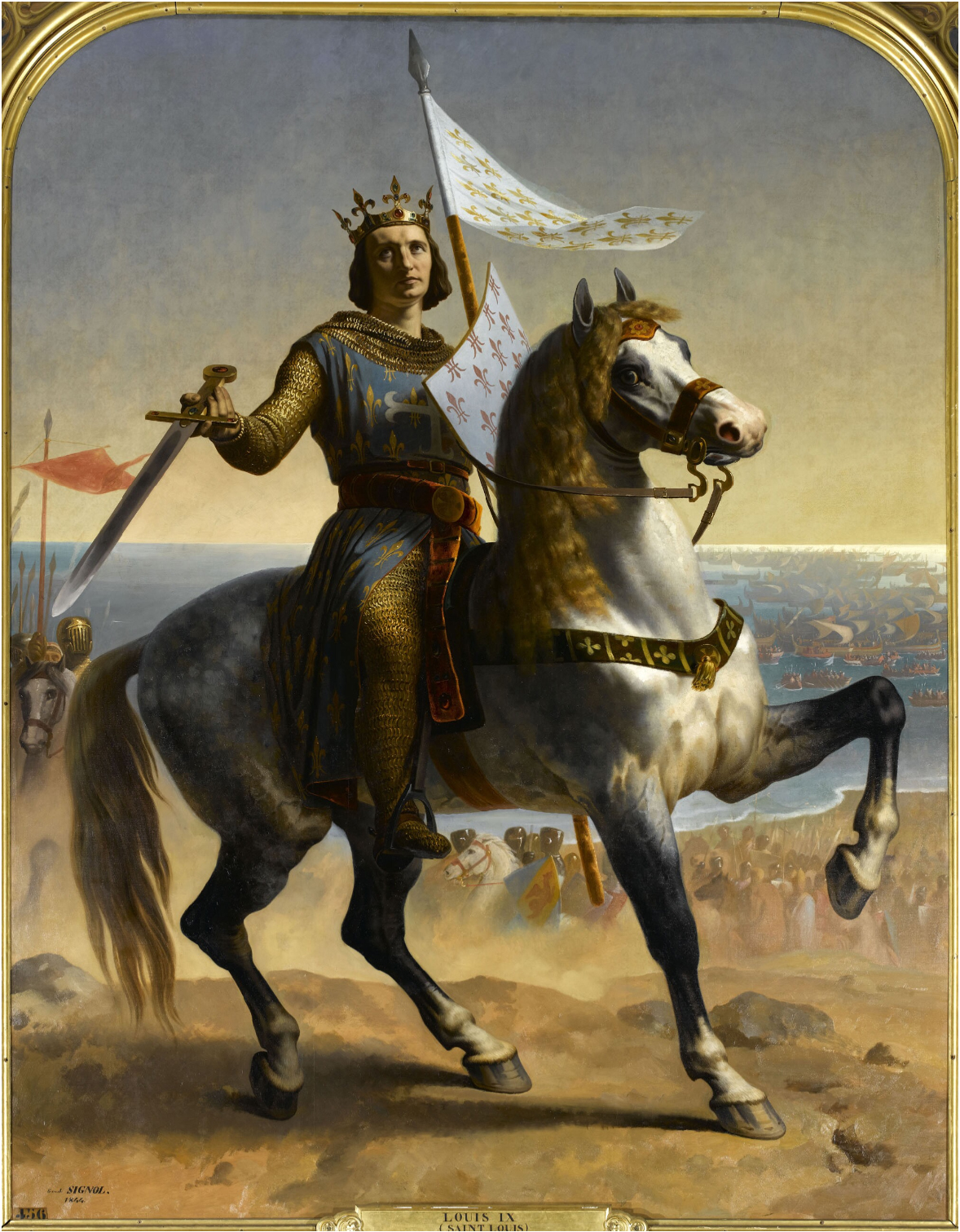
Louis IX, dit Saint Louis, Roi de France (1215-1270) (1844), musée national des châteaux de Versailles et de Trianon.
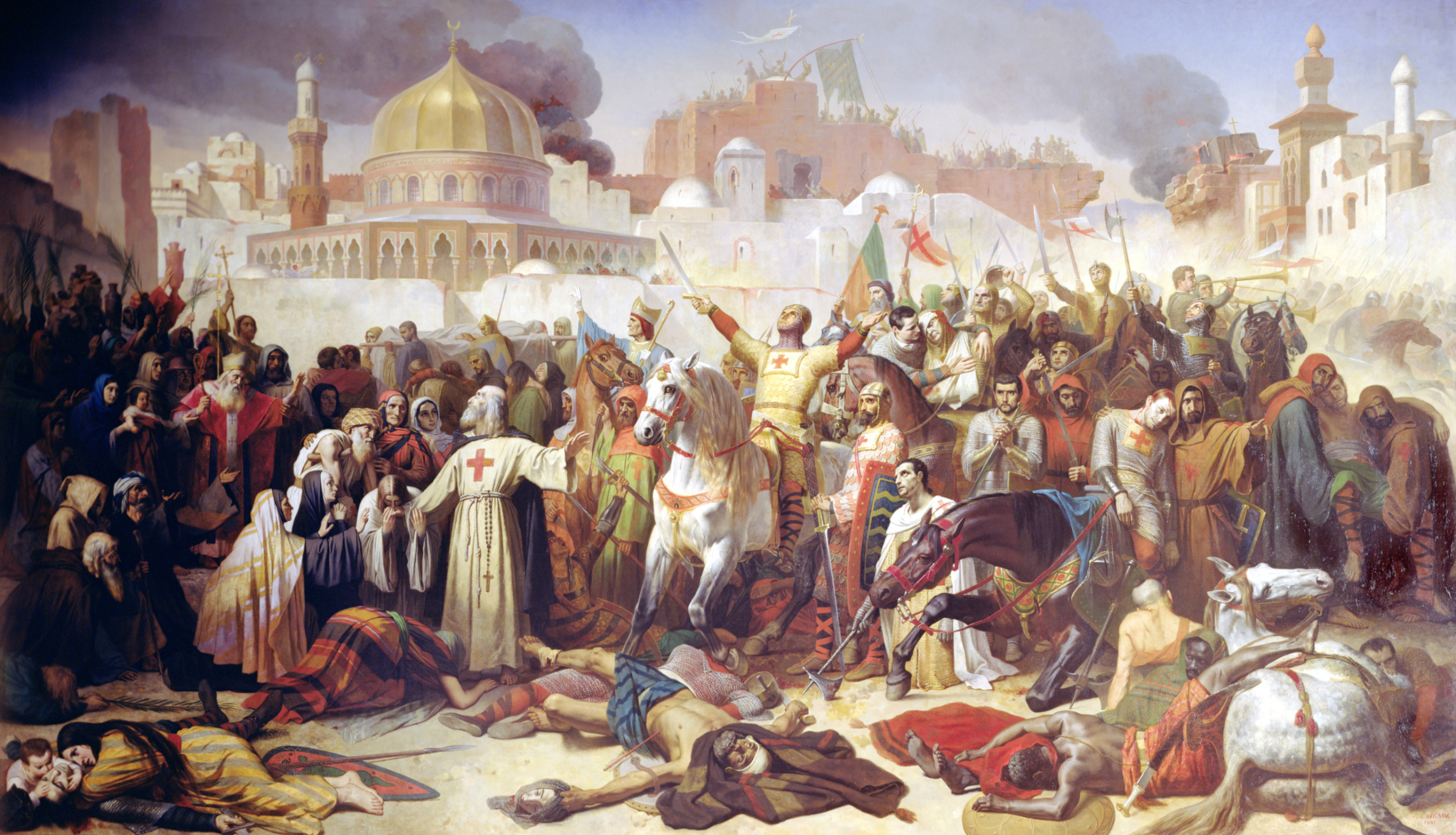
La Prise de Jérusalem par les croisés, 15 juillet 1099 (1847), musée national des châteaux de Versailles et de Trianon.

## Élèves
- Étienne-Prosper Berne-Bellecour (1838-1910)
- Anatole Vély